# Fabio Grosso
Fabio Grosso (* 28. listopadu 1977, Řím, Itálie) je italský fotbalový trenér a bývalý fotbalový obránce. Od sezony 2024/25 vede italské Sassuolo. S italskou reprezentaci, vyhrál MS 2006.

## Klubová kariéra

### Fotbalové začátky
Ve věku 18 let začal hrát za Renato Curi v páté italské lize, kde hrál mezi roky 1995 a 1999, tehdy ještě jako ofenzivní záložník či (levé) křídlo a nikoliv obránce. Poté se přesunul do čtyřligové Chieti se kterou postoupil o ligu výše, čímž si vysloužil přestup do prvoligové Perugie.

### Perugia
Grosso působil v Perugii od léta 2001. Trenér Serse Cosmi z něj učinil krajního obránce, tato pozice mu zůstala do konce kariéry. Debutoval proti Interu, ale debut se příliš nevyvedl a Grosso musel po červené kartě skousnout prohru svého týmu 1:4. V první části sezony se vypořádával s konkurencí v podobě Milaneseho, ale začátkem ledna 2002 dostal šanci v základní sestavě na hřišti Fiorentiny a svoji šanci využil. Odehrál všechny minuty zápasu a v 76. minutě zvýšil vedení na 3:1.
První dva roky jeho působení se klub umisťoval na příčkách v klidném středu ligové tabulky, Grosso hrál pravidelně základ. V ročníku 2003/04 odešel během zimního přestupového období do druholigového Palerma a zatímco Perugia bez něho sestoupila, Palermo s jeho pomocí získalo první místo a postup mezi nejlepší.

### Palermo
Grosso pomohl nováčkovi k povedenému 6. místu, v sezoně 2004/05 nastoupil do 36 utkání Serie A. V tom říjnovém proti AS Řím se gólově prosadil, za Římany pouze z penalty srovnal Francesco Totti.
V další sezoně sehrál důležitou roli v obsazení páté pozice. Tím si vysloužil místo v nominaci na MS 2006, kde byl důležitou postavou v úspěšné jízdě za zlatem. Po mistrovství odešel do Interu Milán, podepsal kontrakt do roku 2010.

### Inter
Grosso se v Interu během ročníku 2006/07 nikdy naplno neprosadil – plnil spíše roli náhradníka za brazilským krajním obráncem Maxwellem. Přesto i jemu náleželo Scudetto – pohár pro vítěze italské ligy. Po pouhém roce odešel do francouzského Olympique Lyon za částku 7,5 mil. £.

### Lyon
V prvním roce s Lyonem vyhrál ligu a domácí pohár, další sezonu byl ale limitován zraněním.

### Juventus
Před ročníkem 2009/10 získal Juventus Grossa za 2 mil. eur. Kontrakt měl platnost do roku 2012.
Nově budované mužstvo, které se snažilo oklepat z přeřazení do 2. ligy po Calciopoli se spoléhalo na výkony zkušeného Grossa. Ten se vedle defenzivních výkonů zmohl ještě na vítězné góly do sítí Udinese a Fiorentiny. Juventus přesto skončil až sedmý.
V další sezoně ztratil místo v základní sestavě a dokonce nebyl ani zapsán na soupisku pro Evropskou ligu. V Serii A se tým ale zase nezmohl na více než jen sedmé místo. Když další sezonu začal Juventus vést jeho bývalý hráč a legenda Antonio Conte, stal se Grosso nepotřebným a v lize se objevil pouze dvakrát. Po sezoně mu skončila smlouva a Grosso se rozhodl ukončit kariéru.

## Přestupy
- z Palermo do Inter za 5 500 000 Euro
- z Inter do Lyon za 8 700 000 Euro
- z Lyon do Juventus za 2 000 000 Euro

## Hráčská statistika
| Sezóna  | Klub        | Liga       | Liga   | Liga | Národní poháry | Národní poháry | Národní poháry | Kontinentální poháry | Kontinentální poháry | Kontinentální poháry | Celkem | Celkem |
| Sezóna  | Klub        | Soutěž     | Zápasy | Góly | Soutěž         | Zápasy         | Góly           | Soutěž               | Zápasy               | Góly                 | Zápasy | Góly   |
| ------- | ----------- | ---------- | ------ | ---- | -------------- | -------------- | -------------- | -------------------- | -------------------- | -------------------- | ------ | ------ |
| 1994/95 | Renato Curi | Eccellenza | 18     | 2    | -              | 0              | 0              | -                    | 0                    | 0                    | 18     | 2      |
| 1995/96 | Renato Curi | Eccellenza | 28     | 11   | -              | 0              | 0              | -                    | 0                    | 0                    | 28     | 11     |
| 1996/97 | Renato Curi | Eccellenza | 30     | 15   | -              | 0              | 0              | -                    | 0                    | 0                    | 30     | 15     |
| 1997/98 | Renato Curi | Eccellenza | 32     | 19   | -              | 0              | 0              | -                    | 0                    | 0                    | 32     | 19     |
| 1998/99 | Chieti      | Serie C2   | 12     | 4    | -              | 0              | 0              | -                    | 0                    | 0                    | 12     | 4      |
| 1999/00 | Chieti      | Serie C2   | 25     | 4    | -              | 0              | 0              | -                    | 0                    | 0                    | 25     | 4      |
| 2000/01 | Chieti      | Serie C2   | 31     | 9    | -              | 0              | 0              | -                    | 0                    | 0                    | 31     | 9      |
| 2001/02 | Perugia     | Serie A    | 24     | 1    | IP             | 4              | 0              | -                    | 0                    | 0                    | 28     | 1      |
| 2002/03 | Perugia     | Serie A    | 30     | 4    | IP             | 5              | 0              | -                    | -                    | 0                    | 35     | 4      |
| 2003/04 | Perugia     | Serie A    | 13     | 2    | IP             | 4              | 0              | Int.+UEFA            | 8+3                  | 0                    | 28     | 2      |
| 2004    | Palermo     | Serie B    | 21     | 1    | IP             | 0              | 0              | -                    | 0                    | 0                    | 21     | 1      |
| 2004/05 | Palermo     | Serie A    | 36     | 1    | IP             | 2              | 0              | -                    | 0                    | 0                    | 38     | 1      |
| 2005/06 | Palermo     | Serie A    | 33     | 0    | IP             | 6              | 0              | UEFA                 | 8                    | 0                    | 47     | 0      |
| 2006/07 | Inter       | Serie A    | 23     | 2    | IP+IS          | 5+1            | 1+0            | LM                   | 6                    | 0                    | 35     | 3      |
| 2007/08 | Lyon        | Ligue 1    | 30     | 1    | FP+FLP+FS      | 4+1+1          | 0              | LM                   | 7                    | 0                    | 43     | 1      |
| 2008/09 | Lyon        | Ligue 1    | 22     | 1    | FP+FLP+FS      | 1+0+1          | 1+0+0          | LM                   | 6                    | 0                    | 30     | 2      |
| 2009    | Lyon        | Ligue 1    | 1      | 0    | -              | 0              | 0              | -                    | 0                    | 0                    | 1      | 0      |
| 2009/10 | Juventus    | Serie A    | 26     | 2    | IP             | 2              | 0              | LM+EL                | 6+2                  | 0                    | 36     | 2      |
| 2010/11 | Juventus    | Serie A    | 19     | 0    | IP             | 2              | 0              | EL                   | 0                    | 0                    | 21     | 0      |
| 2011/12 | Juventus    | Serie A    | 2      | 0    | IP             | 0              | 0              | -                    | 0                    | 0                    | 2      | 0      |
| Celkově | Celkově     | Celkově    | 455    | 79   | -              | 39             | 2              | -                    | 46                   | 0                    | 540    | 81     |

## Reprezentační kariéra
Za reprezentaci odehrál 48 utkání a vstřelil čtyři branky. První utkání odehrál 30. dubna 2003 proti Švýcarsku (2:1). Až za nového trenéra Lippiho se začal více objevovat v zápasech. Od března 2005 až do MS 2006 nechyběl v žádném utkání reprezentace. Na turnaji MS 2006 odehrál šest utkání. V semifinále proti Německu vstřelil 119. minutě v prodloužení branku. Ve finále proti Francii vstřelil pokutový kop v páté sérii a rozhodl že Itálie po 24 letech získalo zlato.
I za trenéra Donadoniho hrál a dostal se i na ME 2008, kde odehrál všechna utkání. Zúčastnil se i Konfederačního poháru 2009. Byl i v širší nominaci na MS 2010, jenže místo něj na turnaj odletěl Antonio Candreva. Poslední utkání odehrál 14. listopadu 2009 proti Nizozemí (0:0).

### Statistika na velkých turnajích
| Reprezentace | Rok     | Zápasy             | Zápasy | Zápasy    | Zápasy           | Zápasy           | Zápasy            |
| Reprezentace | Rok     | Fáze turnaje       | Datum  | Soupeř    | Odehraných minut | Vstřelené branky | Výsledek          |
| ------------ | ------- | ------------------ | ------ | --------- | ---------------- | ---------------- | ----------------- |
| Itálie       | MS 2006 | 1 zápas ve skupině | 12. 6. | Ghana     | 90               | 0                | 2:0               |
| Itálie       | MS 2006 | 3 zápas ve skupině | 22. 6. | Česko     | 90               | 0                | 2:0               |
| Itálie       | MS 2006 | Osmifinále         | 26. 6. | Austrálie | 90               | 0                | 1:0               |
| Itálie       | MS 2006 | Čtvrtfinále        | 30. 6. | Ukrajina  | 90               | 0                | 3:0               |
| Itálie       | MS 2006 | Semifinále         | 4. 7.  | Německo   | 120              | 1                | 2:0 v (prodl.)    |
| Itálie       | MS 2006 | Finále             | 9. 7.  | Francie   | 120              | 0                | 1:1 (5:3 na pen.) |
| Itálie       | ME 2008 | 1 zápas ve skupině | 9. 6.  | Nizozemí  | 35               | 0                | 0:3               |
| Itálie       | ME 2008 | 2 zápas ve skupině | 13. 6. | Rumunsko  | 90               | 0                | 1:1               |
| Itálie       | ME 2008 | 3 zápas ve skupině | 17. 6. | Francie   | 90               | 0                | 2:0               |
| Itálie       | ME 2008 | Čtvrtfinále        | 22. 6. | Španělsko | 120              | 0                | 0:0 (2:4 na pen.) |

## Hráčské úspěchy

### Klubové
- 2× vítěz 1. italské fotbalové ligy (2006/07, 2011/12)
- 1× vítěz 1. francouzské fotbalové ligy (2007/08)
- 1× vítěz 2. italské fotbalové ligy (2003/04)
- 1× vítěz francouzského poháru (2007/08)
- 1× vítěz italského superpoháru (2006)
- 1× vítěz francouzského superpoháru (2007)
- 1× vítěz poháru Intertoto (2003)

### Reprezentační
- 1× na MS (2006 - zlato)
- 1× na ME (2008)
- 1× na Konfederačním poháru (2009)

### Vyznamenání
Zlatý límec za sportovní zásluhy (23. 10. 2006)  

 Řád zásluh o Italskou republiku (12. 12. 2006) z podnětu Prezidenta Itálie 

## Trenérská kariéra
V letech 2013 až 2017 vedl různé mládežnické týmy v Juventusu. První trenérské angažmá měl v druholigovém týmu Bari se kterým obsadil konečné 6. místo. Na konci sezony byla ukončena smlouva, protože klub ohlásil bankrot.  Další jeho angažmá bylo opět ve druhé lize v klubu Verona. Jenže v květnu 2019 byl propuštěn.
Velmi krátké angažmá měl v Brescii. Vedl ji pouze na tři zápasy (prohry) mezi listopadem a prosincem 2019. Sezonu 2020/21 začal u švýcarského týmu FC Sion. Vedení klubu jej ale propustilo v březnu 2021.
Již 23. března téhož roku převzal od odvolaného Nesty klub Frosinone, v tu chvíli na 12. místě. Nakonec obsadí 10. místo. Sezonu 2021/22 zakončil na 9. místě bez play off.

## Trenérská statistika
| Sezóna              | Klub                | Liga                | Liga   | Liga  | Liga   | Liga   | Liga                                | Národní poháry | Národní poháry | Národní poháry | Národní poháry | Národní poháry | Národní poháry | Kontinentální poháry | Kontinentální poháry | Kontinentální poháry | Kontinentální poháry | Kontinentální poháry | Kontinentální poháry | Celkem | Celkem | Celkem | Celkem |
| Sezóna              | Klub                | Soutěž              | Zápasy | Výhry | Remízy | Prohry | Umístění                            | Soutěž         | Zápasy         | Výhry          | Remízy         | Prohry         | Úspěch         | Soutěž               | Zápasy               | Výhry                | Remízy               | Prohry               | Úspěch               | Zápasy | Výhry  | Remízy | Prohry |
| ------------------- | ------------------- | ------------------- | ------ | ----- | ------ | ------ | ----------------------------------- | -------------- | -------------- | -------------- | -------------- | -------------- | -------------- | -------------------- | -------------------- | -------------------- | -------------------- | -------------------- | -------------------- | ------ | ------ | ------ | ------ |
| 2017/18             | Bari                | Serie B             | 42+1   | 18+0  | 13+1   | 11+0   | 7. místo                            | IP             | 3              | 2              | 0              | 1              | -              | -                    | 0                    | 0                    | 0                    | 0                    | -                    | 46     | 20     | 14     | 12     |
| 2018/19             | Verona              | Serie B             | 34     | 12    | 13     | 9      | propuštěn v kvě.                    | IP             | 2              | 1              | 0              | 1              | -              | -                    | 0                    | 0                    | 0                    | 0                    | -                    | 36     | 13     | 13     | 10     |
| 2019                | Brescia             | Serie A             | 3      | 0     | 0      | 3      | nastoupil v lis. a propuštěn v pro. | -              | 0              | 0              | 0              | 0              | -              | -                    | 0                    | 0                    | 0                    | 0                    | -                    | 3      | 0      | 0      | 3      |
| 2020/21             | Sion                | Super League        | 23     | 4     | 10     | 9      | propuštěn v bře.                    | ŠP             | 1              | 1              | 0              | 0              | -              | -                    | 0                    | 0                    | 0                    | 0                    | -                    | 24     | 5      | 10     | 9      |
| 2021                | Frosinone           | Serie B             | 8      | 3     | 3      | 2      | nastoupil v bře., 10. místo         | -              | 0              | 0              | 0              | 0              | -              | -                    | 0                    | 0                    | 0                    | 0                    | -                    | 8      | 3      | 3      | 2      |
| 2021/22             | Frosinone           | Serie B             | 38     | 15    | 13     | 10     | 9. místo                            | IP             | 1              | 0              | 1              | 0              | -              | -                    | 0                    | 0                    | 0                    | 0                    | -                    | 39     | 15     | 14     | 10     |
| 2022/23             | Frosinone           | Serie B             | 38     | 24    | 8      | 6      | 1. místo (postup)                   | IP             | 1              | 0              | 0              | 1              | -              | -                    | 0                    | 0                    | 0                    | 0                    | -                    | 86     | 42     | 25     | 19     |
| Celkem za Frosinone | Celkem za Frosinone | Celkem za Frosinone | 84     | 42    | 24     | 18     | -                                   | -              | 2              | 0              | 1              | 1              | -              | -                    | 0                    | 0                    | 0                    | 0                    | -                    | 86     | 42     | 25     | 19     |
| 2023                | Lyon                | Ligue 1             | 7      | 1     | 2      | 4      | nastoupil v září a propuštěn v lis. | -              | 0              | 0              | 0              | 0              | -              | -                    | 0                    | 0                    | 0                    | 0                    | -                    | 7      | 1      | 2      | 4      |
| 2024/25             | Sassuolo            | Serie B             | ?      | ?     | ?      | ?      | ?                                   | IP             | ?              | ?              | ?              | ?              | ?              | -                    | 0                    | 0                    | 0                    | 0                    | -                    | ?      | ?      | ?      | ?      |
| Celkově             | Celkově             | Celkově             | 194    | 77    | 63     | 54     | -                                   | -              | 8              | 4              | 1              | 3              | -              | -                    | 0                    | 0                    | 0                    | 0                    | -                    | 202    | 81     | 64     | 57     |